# Kent Karlsson
Pour les articles homonymes, voir Karlsson.
Kent Karlsson, né le 25 novembre 1945 à Arboga (Suède), est un footballeur suédois, qui évoluait au poste de défenseur à l'IFK Eskilstuna et à Åtvidabergs FF ainsi qu'en équipe de Suède.
Karlsson n'a marqué aucun but lors de ses trente-huit sélections avec l'équipe de Suède entre 1973 et 1977. Il participe à la coupe du monde 1974 et à la coupe du monde 1978 avec la Suède.

## Carrière
- 1963-1966 : IFK Eskilstuna
- 1967-1976 : Åtvidabergs FF
- 1976-1980 : IFK Eskilstuna

## Palmarès

### En équipe nationale
- 38 sélections et 0 but avec l'équipe de Suède entre 1973 et 1977.
- Participe au second tour de la coupe du monde 1974.
- Participe au premier tour de la coupe du monde 1978.

### Avec Åtvidabergs FF
- Vainqueur du Championnat de Suède de football en 1972 et 1973.
- Vainqueur de la Coupe de Suède de football en 1970 et 1971.
- Vice-Champion du Championnat de Suède de football en 1970 et 1971.
- Finaliste de la Coupe de Suède de football en 1973.